# 크리스티안 알폰소
크리스천 앨폰소(Kristian Alfonso, 영어 발음: /ˈkrɪstʃən/, 1963년 9월 5일 ~ )는 미국의 배우, 모델이다.

## 출연 작품

### 영화
- 미래에서 온 사나이 (1988, Out of Time)
- 조슈아 트리 (1993)
- 블라인드폴드 (1994)
- 블라인드 (1995, In the Kingdom of the Blind, the Man with One Eye Is King)
- Day of Redemption (2004)

### 텔레비전
- 우리 생애 나날들 (1983-87, 1990, 1994-2020, 2023, 2024)
- 풀 하우스 (1988, 1989)
- SOS 해상 구조대 (1993)
- 프렌즈 (2000)